# Hot Wheels Battle Force 5
Hot Wheels Battle Force 5 é uma série americana/canadense de animação computadorizada (CGI) criada pela Mattel e produzida pela Nelvana (a mesma de Os Padrinhos Mágicos e Os Backyardigans) em parceria com a Nerd Corps Entertainment (a mesma de Dragon Booster e Storm Hawks).
Battle Force 5 foi parcialmente baseada na série de filmes Hot Wheels AcceleRacers, que também tem como protagonista o personagem Vert Wheeler. Apesar disso, a série demonstra não ter nenhuma ligação com AcceleRacers.
A sua estreia oficial foi em 28 de agosto de 2009 no Cartoon Network dos Estados Unidos com uma temporada contendo 26 episódios e tendo o seu término em 14 de maio de 2010. A segunda temporada, que foi intitulada de "Hot Wheels: Battle Force 5 – Fused", estreou em 18 de setembro de 2010 e terminou em 16 de julho de 2011, totalizando 26 episódios, assim como a primeiro.
No Brasil, a série começou a ser exibida primeiramente no Cartoon Network (em canal fechado) e tempos depois, no SBT (em canal aberto), tendo sido exibido nos programas: Bom Dia & Cia e Sábado Animado.
A Activision desenvolveu um jogo de acordo com a série para consoles de Video Games. O jogo: "Hot Wheels Battle Force 5 (video game)" foi lançado dia 17 de novembro de 2009 para o Nintendo Wii e para o Nintendo DS.

## Enredo
Um dia dirigindo num deserto o jovem motorista Vert Wheeler acaba sendo puxado por um furacão que o leva a uma dimensão chamada "Zona de Batalha". Lá Vert salva uma Sentient Azul chamada Sage de guerreiros chamados Vandals, em seguida Sage consegue alterar o carro de Vert para que ele pudesse servir como arma de batalha contra os Vandals e juntos os dois conseguem escapar de volta ao planeta Terra.
Lá Sage transforma a garagem de Vert em uma base tecnológica. Sage explica a Vert que os Vandals eram uma raça alienígena que buscavam conquistar as "Zonas de Batalha" criadas pelo povo extinto de Sage coletando as Chaves de Batalha. Logo então Sage dá a Vert a missão de salvar as Zonas de Batalha e o Multiverso dos Vandals e dos robôs assassinos Sark, mas para isso ele contaria com a ajuda de mais quatro corredores.
Após Vert ter sua primeira batalha contra os Sark ele conhece sparceiros: Agura, Sherman, Spinner, Stanford e Zoom. Cada um ganha um carro próprio (exceto Sherman e Spinner que ganham um carro juntos) formando o time Battle Force 5. O resultado é que os Battle Force 5, os Vandals e os Sarks acabaram se confrotando constantemente para conseguirem as Chaves de Batalha (todas sempre obtidas pelos Battle Force 5).
As Zonas de Batalha foram criadas pelos Sentients. Existem dois tipos de Sentients: Azuis e Vermelhos. Os dois tipos viveram em planetas separados como rivais, até que o planeta Azul foi tomado pelos Vandals. Através da história, a Battle Force 5 tem situações que os levam a ir para os planetas Vandal, Sark, e Sentient.
Na segunda temporada, "Hot Wheels: Battle Force 5: Fused", surge um novo grupo de pilotos inimigos, a equipe chamada de "Red Sentient 5". Esse time pretende tomar conta das Zonas de Batalha, além de todo o Multiverso.
Ao final da 2.ª temporada, a guerra Sentient termina e Krytus é banido. Os Sentients Azuis e Vermelhos agora vivem juntos. Rawkus diz à Battle Force 5 que os Antigos despertaram. Agora, a Battle Force 5 tem de lidar com essa nova ameaça, que contém o Código Alfa e os Sark Verde no filme da série, Revolução Total.

### Battle Force 5
- Vert Wheeler - O líder do Battle Force 5. Depois de encontrar seu caminho em uma zona de Batalha, Vert resgata Sage das mãos dos Vandals. Sage posteriormente atualizado seu velho carro vermelho em um novo nomeou o Saber. É o primeiro carro que é um híbrido da Terra e da tecnologia Sentient. Ele pode transformar a sua frente em uma série de armas poderosas lâminas com anexos buzzsaw, tem pequenas asas nas laterais que giram verticalmente e possui uma cabine rotativa que pode girar 180 graus e pode suportar o peso de um outro veículo. Vert também empunha uma espada de dois gumes e tem um par de óculos especiais que funcionam como um mini-computador.  No final da 1.ª temporada, é revelado que Battle Force 5 foi parte de uma lenda Sentient, ou seja, como eram chamados na legenda, "Os Five", em que Vert é descrito como "um com o fogo de seu espírito."  Vert é parte de outra legenda chamado O Crimson, como Sage lhe havia enviado de volta no tempo para dar à Zemerik livre arbítrio, para que ele se rebelasse contra Krytus e destruísse o cristal de dupla hélice, que congelou os Sentients Vermelhos. Embora sempre pronto para um momento divertido, de sua experiência de eventos passados tê-lo ensinado a levar as coisas a sério quando a situação exige. Ele tem que constantemente palestra sua equipe em suas falhas (especialmente Zoom e Stanford), mas ele confia neles, não importa o que aconteça.
- Sage - Uma Sentient Azul, conselheira da Battle Force 5, e irmã gêmea de Krytus. Ela pode se transformar em um pequeno dodecaedro para hibernar e passou a ser a última Sentient Azul devido a uma intervenção de Rawkus. Ela pode disparar um choque elétrico para atordoar os inimigos e levitar. Mais tarde, Sage atualiza seus sistemas e ganha um "amigavel" senso de humor. Quando sua memória foi totalmente restaturada, ela ganha a capacidade de modificar Chaves de Batalha. Sage tem uma fraca conexão telepática com Krytus, que ela usa para localizá-lo, mas se abstém de comunicar com ele para impedí-lo de encontrar as coordenadas da Terra. Ela não sabia que possuía as mentes perdidas de sua raça dentro de seu subconsciente. Como Vert, Zoom e Rawkus eram os únicos que sabiam, eles não podiam dizer nada. Em "The Crimson One" e "Blast from the Past", ela mandou a BF5 para o passado para ter certeza de que a história se desenrolou do jeito que deveria. Em "Better off Red", é revelado que Sage estava em processo de criação de uma arma que será usada contra um inimigo ainda mais perigoso do que seu irmão e os Sentients Vermelhos. Em "Unite and Strike", ela é morta por Kyburi, mas baixa sua mente nos veículos da BF5, para que eles pudessem usar para restaurar sua raça e ela mesma. Mais tarde, ela auxilia na criação de uma nova paz com os Sentients Vermelhos e baniu seu irmão, tornando-se uma membra do Conselho dos Cinco no final.
- Agura Ibaden -  Oficial de operações especiais, a segunda em comando. O membro feminino da Battle Force 5. Ela é descendente de uma princesa Africana, o que faz dela e Stanford, os únicos membros ligados à realeza. Seu veículo é o ATV Tangler (chamado apenas o Tangler), um veículo todo verde. Ela pode disparar cabos de luta e tem lâminas de moagem na frente, pode também transformar suas rodas de frente em garras para lutar ou subir e tem pequenas lâminas retráteis neles. Sua predileção é referido de forma alguma como fraca e/ou especialmente indefesas. Inicialmente antagônicos para o outro, Agura e Stanford tornam-se amigos depois de ajudar um ao outro na Battlezone Gelo.
- Stanford Isaac Rhodes IV - O especialista em artilharia e um príncipe britânico, o 188 na linha para o trono. Ele é um especialista em som e gosta de festa. Ele aparentemente tem experiência em trabalhar como disc-jóquei, como ele comenta sobre uma vez trabalhando em um clube em Londres. Seu carro é o Reverb, um carro esporte roxo com um sistema de som maciço que pode disparar poderosas rajadas de som de baixo, laterais e traseiro, bem como de gigantes canhões retráteis na capa chamada de Artilharia Sonica. O sistema de som também é usado nas Battlezones como eco-mapa que localiza as chaves e as posições inimigas. Ele tem um ancestral distante que uma vez explorou o multiverso. Stanford tem um irmão chamado Simon Ian Rhodes II, que fica realmente em seus nervos, porque ele é melhor em tudo que Stanford. Devido às suas raízes reais, Stanford tende a ser arrogante mas não é usado para fazer as coisas por si mesmo, e fica inseguro quando ele comete um erro, mas depois ele aprende a independência e se torna mais confiável como o tempo passa.
- Zoom Takazumi - O  escoteiro da equipe. O membro mais jovem da Battle Force 5 e é  um  qualificado lutador de Muay tailandês em Banguecoque, Tailândia. Ele é atlético, inquieto e curioso. Ele não gosta de ser chamado de "garoto". Ele também olha para cima e Vert como um irmão mais velho, que levam a problemas quando ele imitá-lo cedo. Seu veículo é o Chopper, uma moto amarela cujas rodas pode dividir a se transformar em hélices para o voo quase ilimitado, que pode funcionar como armas brancas, e tem um cabo que ele  usa para trancar em outros veículos  para decolar. Seu capacete é equipado com dispositivos de digitalização para ajudar nas suas funções de aferição e pode ser adaptado para permitir-lhe respirar debaixo d'água. Zoom originalmente era um guardião escolhido da Ordem dos Punhos de voo, uma escola de elite de guerreiros das artes marciais, mas ele abandonou-a para uma nova vida no mundo exterior. Também tinha uma rixa com Zen, que veio fazer Zoom desistir de ser um membro do Battle Force 5, mas compreende porque Zoom faz isso e resolve deixa em sua conquista de proteger a Terra. Zen é tratado como irmão mas novo. São discípulos de Takeyasu, mas Zoom sempre pronuncia o nome de seu sensei "Como o grande mestre Takeyasu dizia..."
- Sherman e Spinner Cortez - São dois irmãos gemeos,São o apoio tecnológico e tático da equipe. Spinner é o irmão mais velho, mais baixo, os atos imaturos, e especialista em computadores hacking competências e coordenação olho-mão. Sherman é o irmão mais novo, mais alto, é forte, mais sensato e inteligente. Seu veículo é o Tank Buster (também chamado de Buster), um tanque azul, com seis rodas que está armado com um revólver de fiação de cadeia maciça que também pode girar 360 graus no cockpit, gigante mace-espinhos retrátil nas laterais, uma rampa de veículos especiais na parte traseira que é usado para ajudar a lançar veículos da outra equipe, quando em batalha, um pós-combustor para o impulso extra e um sistema automatizado de segmentação denominada "Sistema de Mira Sherminador 3000". Ele também pode disparar vários projéteis e é construído para abalroar. Também Dispõe de uma rampa imbutida para pulos dos outros carros, principalmente Saber e Chopper
- Tezz Volitov - Ingressa no quinto episódio da 2.ª temporada. Um gênio científico da Rússia e especialista em Eletromagnetismo. Durante um experimento, uma reação inesperada entre seu dispositivo e o veículo criado um portal, trazendo-o para uma lua Sentient. Ele lutou contra os Sentients Vermelhos como o único rebelde de lá. Tezz é trazido de volta à Terra por Stanford, onde ele recebe sua armadura e atualização do veículo. Seu veículo é o Splitwire, um muscle tunado de cobre se assemelha a um Lamborghini Countach e um dos dois veículos de reserva. Como ele é alimentado por eletromagnetismo, pode levitar e aderir a superfícies metálicas, e usar a eletricidade para o combate. É o segundo carro que é um híbrido da Terra e da tecnologia Sentient. Como ele também tinha partes do Zentner antes da atualização, pode ser o único carro que a Terra combinado, com tecnnologia Sentient e tecnologia Sark. Ele também exerce uma luva (luva quando em sua armadura), que podem emitir campos eletromagnéticos. Tezz orgulha-se de sua inteligência, isso tende a torná-lo arrogante, e parece entrar em choque com Stanford. Debaixo de tudo é um homem muito capaz, que aceita o grupo como o seu "menos inteligentes" da família. Ele chama-se um estudante da cultura Sentient, pois ele tem conhecimento de ambas as raças de artefatos e hieróglifos na lua Sentient.
- AJ Dalton - Ingressa no episódio nove da 2.ª temporada. Ele é um especialista em sobrevivência. Seu veículo é o GearSlammer o  terceiro carro que é um híbrido da tecnologia  da  terra e Sentient, um caminhão branco, com um limpa-neve, um moedor de bucho, braços mecânicos, e um guindaste na caçamba. GearSlammer é considerado um veículo de backup.

## Fusão de carros
Durante a segunda temporada (Battle Force 5: Fused) Sage inventa um dispositivo binário chamado Pod Fusion, que permite BF5 temporariamente a fusão de dois veículos para maior poder de fogo e habilidade. Como um efeito colateral das transformações, adequar a cada motorista se torna principalmente brancos, com os acentos de suas respectivas cores. O battlecry para este processo é "unir e destruir!" A fusão pode ser desfeita também sem o limite de tempo. Abaixo estão as combinações conhecidas para os veículos.
- SkyKnife - É fusão do Saber com a Chopper. Tem as rodas da Chopper ligado ao corpo do Saber. O SkyKnife pode voar e tem um lançador de serra entre várias outras blades. Usado para saltos de ar e é considerado o mais rápido de todos os veículos da BF5 no chão. Aparece pela primeira vez em "Ascent of the Red Sentient – Part 2". Atualmente, ele e o SmashClaw são as fusões mais usadas. A fusão também chegou a durar ainda mais depois de adentrar uma dimensão paralela junto com Rawkus.
- SmashClaw -É fusão do Buster com o Tangler. Tem as rodas do Tangler e a armadura do Buster. O SmashClaw pode fazer coisas como levantar  a sua seção dianteira do chão e usar suas suspensões como braços e as rodas como mãos com lâminas giratórias emergentes das rodas, enquanto ataca com as duas rodas da frente usa as quatro da traseira como apoio. Aparece pela primeira vez em "Uprising". No episódio "The Blue Tide" um raio acerta o SmashClaw em uma zona de batalha fazendo a fusão ficar permanente,  mas ele é eletrocutado novamente no final do episódio e acaba voltando ao normal. Com os dois carros fundidos permanente  Spinner tenta irritar Agura, mas sem sucesso.
- SonicSlash -  É fusão do Saber com o Reverb. Combina a artilharia de lâminas e a velocidade do Saber com a energia das ondas de som do Reverb. Aparece pela primeira vez em "The Crimson One".
- ShockBlade - É fusão do Saber com o Splitwire. Combina as lâminas giratórias e o cockpit do Saber com as habilidades eletromagnéticas do Splitwire. Aparece pela primeira vez em "Spawn Hunters".
- RigSaw - É fusão do Saber com o GearSlammer. Tem a velocidade do Saber e a força do GearSlammer. É capaz de manobrar rapidamente e possui lâminas afiadas em suas esteiras e etc. Aparece pela primeira vez no episódio "Deep Freeze".
- ShatterBolt - É fusão do Buster com o Splitwire. Tem o corpo do Buster fundido com o corpo do Splitwire. Ele é capaz de projetar imensos pulsos eletromagnéticos que lhe permitem pairar e atrair ou repelir objetos, incluindo o próprio veículo. Sua única aparição (até agora) é no último episódio "Unite and Strike".
- Tangler Centro de Comando - Para levantar o Mobi-com, foi combinado com o Tangler. Tem grandes pneus como os do Tangler. Visto pela primeira vez em "Battleship 5".
- BlastBlade - É a fusão do Saber com o Syfurious Azul/Vermelho. É mostrado no especial Hot Wheels Battle Force 5.ª Revolução Total.
- RazorClaw - É a fusão do Saber com o Tangler. Iria aparecer em "Shadow Runners", mas foi interrompida por Krytus.

## Os Sarks
Uma raça de robôs mortais vindos do Planeta Sark, que também ocupam o Planeta Sentient Vermelho. Toda a sua existência é baseada na lógica e na conquista de outros mundos. Eles foram criados para ser um exército para os Sentients Vermelhos, mas Zemerik se rebelou contra Krytus e assumiu o controle dos Sark até que Krytus foi libertado da Zona Krypt. Após os acontecimentos de "Get Zemerik", não existem mais Sark Azuis. Os Sarks Vermelhos ainda permanecem, embora eles não sejam mais agressivos devido a aliança dos Sentients Vermelhos com os Azuis. É possível que não tenham sido os Sentients Vermelhos que criaram os Sark, mas apenas encontraram os esquemas para eles por causa da existência de uma Zona de Batalha de Fábrica mais antiga do que os próprios Sentients. Além disso, o Código Alfa e o Zorax vem de uma origem mais antiga. É provável que Os Antigos criaram os Sark.
- Zemerik - O líder dos Sarks. Possui um chicote elétrico para o combate. Ele também tem a capacidade de transformar Red Zurk ao seu comando, mas não quando um Sentient Vermelho fica nas proximidades. A cabeça de Zemerik pode operar de forma independente, separada do seu corpo. Seu veículo é o Zelix, um veículo que pode implantar lâminas feitas de matéria negra e projetar o seu próprio chicote elétrico. Ele enfatiza a lógica e considera os seres orgânicos inferiores. Originalmente construído para conduzir um Exército Sentient Vermelho, em "The Crimson One", é revelado que Zemerik ganhou o livre-arbítrio depois Vert foi enviado de volta no tempo e carregou um vírus, o que permitiu Zemerik trair Krytus, aprisionar os RS5, voltar ao Azul Sark. Atualmente, ele não tem memória do Vert durante esse tempo (possivelmente devido a um efeito colateral do vírus). No episódio "The Blue Tide", ele tentou criar um exército Sark Azul resistente a conversão, mas falhou quando a Battle Force 5 sobrecarregou a Zona de Batlha que os criou, forçando Zemerik e Zug a se esconderem novamente. Em "Get Zemerik", ele foi reprogamado por um bando de Green Zurk, e passou por uma mudança radical de personalidade, que transformou seus olhos em verde e um símbolo do Código Alfa gravado em sua testa. Em seguida, ele foi desativado por Krytus e jogado em um abismo. No final, ele foi ressuscitado por Zorax, o líder dos Green Sark.
- Zug - O segundo no comando e o subordinado mais leal de Zemerik. Zug é muito forte e tem três dedos de broca na mão esquerda, mas parece que falta um pouco de inteligência. Seu veículo é o Zendrill, que além de sua broca maciça e tamanho, ele é armado com lâminas de serra. Além de Zemerik, Zug é um Sark apenas com o livre arbítrio. Como Stanford, Zug odeia o planeta Vandal. Ele foi o segundo Sark que ficou azul após ganhar livre-arbítrio. Ele foi desativado no Torborian Badlands após ser extremamente danificado por uma tempestade de íons e deu seu núcleo de poder para Zemerik, embora seu corpo foi levado pelos Green Zurk e jogado no abismo, junto com seu mestre caído. Seu destino final permanece desconhecido.
- O Zurk - São descartáveis, eles formam o grosso da população Sark. Seus veículos são os Zentners que estão armados com retrátil Spike-Espinhas na frente. Existem 2 tipos de Zurk: As versões humanóides que impulsionam os Zentners e as versões com rodas pequenas, ou Mini-Zurk, que rolam sobre a sua própria roda. Geralmente, os Zurk são irracionais e até mesmo destroem a si próprio se mandados por Zemerik. No entanto, os Mini-Zurks parecem ter um maior grau de autonomia que suas contrapartes Zurk humanóides, demonstraram sucesso quando eles roubaram um Battlekey da Battle Force 5 em sua primeira aparição. Os Zurks são todos dirigidos por um controle Sark Matrix. É provável que o Zurk foi o exército que Krytus construiu para Zemerik comandar antes de sua traição. Normalmente, qualquer Zurk (incluindo os veículos), sob o comando Zemerik são azuis. No entanto, se um Sentient Vermelho está próximo, o controle da Zurk é substituído, em que eles ficam vermelhos, e usam táticas mais agressivas.
- Sark Sentinelas - São pequenos dispositivos de patrulha que patrulham o Planeta Sark na primeira temporada e serve de patrulha para os Sentients Vermelhos na segunda temporada. Existem versões maiores eqipados com lasers, utilizados para a caça.
- Alpha Sark - Descobertos em "Get Zemerik", esses obsoletos e páreos Zurk verde foram banidos para o Torborian Badlands por Zemerik há muito tempo. Surpreendentemente, eles não só foram capazes de sobreviver lá, mas também ganharam inteligência e construiram uma cidade-colméia própria. Eles também estabeleceram um culto que adora algo conhecido apenas como "Código Alfa", o que os torna imune a qualquer tentativa de conversão por Zemerik, e, presumivelmente, os Sentients Vermelhos. Eles usam capas em volta de suas cabeças como capuzes e realizam electro-aduelas. Eles também são capazes de falar o operar individualmente.
- Alpha Code - Um programa corrompido ou vírus que transforma os Sark em Verde transformando-os em Alpha Sark. O afetado considera esse código como "iluminação". Ele aparece pela primeira vez em "Get Zemerik", onde Zemerik é infectado por ele. Poderia ser possível que ele pode converter Sentients Vermelhos ou Azuis em Verdes.
- Zorax - Originalmente pensado para ser mais que um mito, este robô antigo parece ser o líder dos Green Sark. Visto no final de "Get Zemerik" no abismo onde Zemerik e Zug foram lançados, onde ressuscita Zemeruk como seu novo servo.

## Os Vandals
Uma raça de mutantes, antropomórficos, animais tribais do Planeta Vandal, que também ocupam o Planeta Sentient Azul. Ao contrário dos Sark, eles são movidos por agressividade e força, valor obtido através do cambate acima de tudo. Enquanto os Sark conquistam mundos, os Vandals pilham e vandalizam, escravizando seres alíengenas para suas necessidades. A posição de Líder Vandal é decidida por um ritual (julgamento por combate) chamado Kio Hakoko, e atré mesmo na vida cotidiana, o menor insulto é resolvido através de combates. Aperentemente, eles também são muito supersticiosos e muitas vezes explicam coisas desconhecidas devido a fontes de magia. Devido à sua dependência de tecnologia Sentient e sua escravização dos Kharamanos, suas máquinas de guerra foram destruídas no episódio "Rumble in the Jungle", quando uma bomba foi detonada em sua fonte de energia, roubando-lhes, assim, a sua capacidade de destruir outros mundos. Atualmente, além de alguma tecnologia, o único jeito de acessar o Planeta Vandal é com uma Chave de Batalha.
- Capitão Kalus - Um leão Vandal e o líder dos Vandals. Ele usa uma besta montada em seu braço direito. Ele também tem uma grande variedade de lanças, machados, e lançandor projéteis. Kalus dita as regras dos Vandals através da intimidação e da força bruta, e considera os seres humanos e outras raças inferiores. Ele também é mostrado como um felino, pois tem medo de água. Após a derrota final dos Vandals, ele é visto com uma lança a se aproximar de um Grimian capturado, o que significa que ele irá executá-lo. Ele mostrou ser Extremamente bom em combate corpo a corpo, tanto que ele pode lutar de cabeça a cabeça com Krytus.
- Krocomodo - Um crocodilo Vandal. Ele constantemente faz planos para derrubar Kalus e assumir o controle dos Vandals, mas desiste quando Kalus descobre suas intenções. Mais tarde foi revelado que os seus antepassados e os de Stanford, começaram a guerra entre os Vandals e os Sentients. Ele também é adaptável a ambientes aquáticos, embora não tanto como Sever. Ele era o segundo no comando, mas como Grimian foi nomeado para esse cargo, ele foi rebaixado para o terceiro em comando. Após o banimento de Grimian, e sua suposta execução, ele voltou para o segundo em comando.
- Sever - Um tubarão Vandal. Sever tem um sentido de cheiro afiado que lhe permite detectar formas de vida de a quilômetro de distância, semelhante ao do Krocomodo. No entanto, ele não é muito brilhante, especialmente porque muitas vezes ele pensa apenas em comida. Seu veículo é o Water Slaughter que tem, garras afiadas em forma de navalha e pode disparar projéteis em forma de dentes. Até agora, ele é o único Vandal, na equipe, que não tentou derrubar Kalus. Sua espécie está em casa, na água e seu veículo pode frustrar os planos do BF5 em ambientes aquáticos. Em Vandal, ele lidera uma equipe de tubarões como ele, chamada de Aqua-Jaws, e é capaz de se comunicar com eles usando sons agudos, semelhantes às de uma baleia.
- Hatch - Um escorpião Vandal. É mostrado que ele é um especialista em fazer eletrônica bruta, assim como venenos, produtos químicos e é capaz de realizar a magia negra. Hatch é capaz de criar uma aura mágica com suas antenas que faz com que ele (e outros)tornem-se invisíveis para os insetos. Sua personalidade é covarde e servil, e ele não hesitará em rastejar no caso de um novo líder.
- Guerreiros Vandal - Os soldados de Kalus (visto até agora: crocodilos, tubarões, crustáceos, felinos)

## Os Sentients Vermelhos
- Krytus - O líder dos Red Sentient 5, o contraponto de Vert, e o irmão gêmeo de Sage. Certa vez, ele tentou matar Sage, mas foi impedido por Rawkus, e, como resultado, fez a última Sentient Azul até seu povo ser restaurado. Krytus possui uma grande quantidade de força e tem a capacidade de formar lâminas em suas mãos. Ele criou Zemerik para liderar seu exército, até que Zemerik se rebelou contra ele e o trancou na Zona Krypt. Devido à traição de Zemerik, ele nutria um ódio intenso por sua criação uma vez leal. Nem ele nem os outros membros do RS5 lembram o envolvimento de Vert na traição de Zemerik, embora Krytus vagamente se lembra da BF5 em "Blast from the Past". Porque são gêmeos, Krytus e Sage compartilham uma fraca conexão telepática, que Sage usa para localizá-lo. Embora fisicamente mais forte, seus poderes mentais são mais fracos do que os de Sage. Depois de terem sido forçados a trabalharem juntos em "Shadow Runners", Krytus admite um respeito relutante por Vert, e o chama pelo nome, ao invés de apenas "humano". Em "Get Zemerik", ele finalmente teve a chance de se vingar de Zemerik, mas se sentiu enganado pela vingança, quando a nova personalidade de Zemerik "perdoou" a ele. Em "Unite and Strike", ele destrói uma Zona de Batalha, a fim de criar uma imensa onda beta, que não só era capaz de chegar ao Planeta Sentient Vermelho, mas também desfazer o campo de extase que aprisionou o seu povo, assim os libertando. No entanto, seus planos de conquista acabaram em nada quando os Sentients Azuis e Vermelhos, cansados de séculos de luta, concordaram com uma nova paz e Keytus e banido para sempre para um deserto congelado em um planeta distante.
- Kytren - O escoteiro dos RS5, o contraponto de Zoom, e irmão gêmeo de Sol. Ao contrário dos outros Sentients Vermelhos, ele tem uma tendência a falar fragmentos de frases, devido à sua natureza selvagem. O destino dele e do resto dos Red Sentient 5 é desconhecido após Krytus ser banido.
- Kyrosys - O especialista em artilharia do RS5 e o contraponto de Stanford. Ele é taciturno e muito metodista. O destino dele e do resto dos Red Sentient 5 é desconhecido após Krytus ser banido.
- Kyburi - A Oficial de Operações Especiais do RS5 e o contraponto de Agura. De pavio curto e cruel, ela é a primeira-tenente de Krytus. Ela tem a habilidade especial de drenar a energia de máquinas e seres vivos. O destino dela e do resto da equipe é desconhecido após Krytus ser banido.
- Krylox - O oficial de Apoio Tático e Tecnológico da equipe. Ele é um grande Sentient Vermelho com a capacidade de duplicar-se. Ele é brutal e arrogante e prefere resolver todos os seus problemas quebrando tudo com seus punhos ou com seu veículo. O seu ponto fraco é que, se um duplicata for danificado, o outro será danificado no mesmo lugar. O destino dele e do resto da equipe é desconhecido após Krytus ser banido.

## Os Sentients Azuis
Uma raça benevolente de seres de energia que criaram o Multiverso. Depois que seu mundo foi tomado pelos Vandals, os membros do Conselho dos Cinco baixaram o conhecimento de sua civilização em Data Logs e espalharam por todo o Multiverso. Graças aos esforços da BF5, eles renascem no final da segunda temporada e já traçam uma paz com os Sentients Vermelhos.
- Boralis - Um aliado de Sage que antes de morrer, atribuiu ao seu servo, Quardian, que recolhesse as conchas vazias dos Sentients Azuis, para que um dia eles pudessem se reencontrar com suas mentes. Em "Unite and Strike", ele é revivido, e é projetado para ser diferente de sua concha. Ele parece estar faltando um olho, e tem dois chifres na cabeça, como se estivesse usando um capacete.
- Sol - Só apareceu em "Sol Survivor". O mentor de Sage e um dos membros originais do Conselho dos Cinco. Ele também é irmão gêmeo de Kytren. Depois de um interrogatório brutal de Krytus, Sol foi seriamente danificado durante a fuga em um modo de hibernação profundo. A BF5 incoscientemente o condenou quando ele foi revivido, destruindo sua capacidade de recarga. Uma tentativa de usar a Câmara de Recriação de Kytren como fonte de recarga acabou em uma armadilha, mas ele deixou sua composição genética e memórias para Sage, o que indica que ele pode ser revivido.

## Os Diads
Seres de silicone artificiais criados para servir os Sentients.
- Praxion - Só apareceu em "Axis of Evil-Part 2". Um Diad que parecia ser o único sorevivente do planeta natal Sentient Azul. Embora aparentemente do lado dos Sentients Azuis, ele acaba por ser um traidor enlouquecido, e liberta Krytus da Zona Krypt. Após a BF5 retornar à Terra, Praxion e jogado fora de um penhasco por Krytus, porque não tinha mais utilidade para ele.
- Quardian - Tem sua primeira aparição em "Found!...And Lost". O Diad servo de Boralis. A ordem que ele recebeu de Boralis antes de morrer era de recolher as conchas vazias dos Sentients Azuis e escondê-las, de modo que um dia elas pudessem se reencontrar com suas mentes. Enquanto procurava por mais conchas, Quardian é sequestrado por Kyburi e levado de volta ao Planeta Sentient Vermelho como um servo. Antes que ele revele a Krytus sua missão, ele é resgatado pela Battle Force 5. Ele é enviado de volta para continuar sua missão, enquanto Sage apaga as memórias da BF5 e a sua própria sobre a localização e propósito de Quardian, a fim de proteger seu segredo. Ele é visto novamente em "Unite and Strike", quando a BF5 veio a ele para que pudessem fazer o download das mentes Azuis da mente de Sage para a sua coleção de conchas Sentients Azuis.

### Minions
- Tors-10 - Um misterioso, enlouquecido e maníaco Red Sark, que estava no controle da Zona de Batalha Coliseu. Ele vivia em uma torre sobre a arena, a partir da qual ele realizou testes e experimentos. Ele se chama o "mestre do design" de uma instalação de testes de veículos Sark. Usando um dispositivo que estimula altos níveis de agressão, ele forçou os Vandals e o BF5 a lutarem uns contra os outros e seus próprios companheiros de equipe para determinar qual dos designes de seus veículos era "digno" dos seres superiores que pretendiam representar. Ele foi finalmente destruído quando ele iniciou uma sequência de auto-destruição da Zona de Batalha como um último recurso. Ao confidenciar com Sage sobre isso, foi informado que Tors-10 poderia ser apenas um servo trabalhando para uma ameaça até mesmo maior do que os Sark e os Vandals. Isso foi confirmado para serem os Sentients Vermelhos, como revelado no episódio "Legacy", o projeto era um Mobi Sentient Vermelho com Câmaras de Recriação Móveis. O projeto foi destruído pelo BF5.
- Red Zurk - Visto primeiramente em "Ascent of the Red Sentients – Part 2". Todos os Sark, incluindo Zemerik e Zug estavam vermelhos e sob o controle dos Sentients Vermelhos, até que Zemerik foi transformado em azul pelo vírus de Sage. Com o retorno de Krytus e o Red Sentient 5, cada Zurk Azul exceto Zemerik e Zug retornaram ao Vermelho.
- Grimian - Um gorila Vandal, que aparece pela primeira vez em "Uprising". Um Vandal brutal, que também quer assumir o controle dos Vandals. Ao contrário de Hatch e Krocomodo, ele vai tentar fazer isso a qualquer custo. Após ser derrotado por Kalus, ele foi nomeado o segundo no comando. No entanto, é verificado que Grimian vem trabalhando secretamente para Krytus. Como eles se aliaram é revelado no webisódio "Secret Alliance". Enquanto luta, Krytus propõe uma chance de derrubar Kalus por trabalhar com ele. Grimian aceitou a oferta enquanto Krytus escolhia se iria poupá-lo um derrubá-lo de um penhasco. Em "Grimian's Secret", sua traição é revelada a Kalus, e ele é banido das Hordas Vandal. No entanto, em "Rumble in the Jungle", ele faz uma aliança final com os Sentients Vermelhos e reúne aqueles que são leais a ele para começar uma guerra Vandal. No final, ele é derrotado e capturado, com a sua vida muito provavelmente sendo encerrada por Kalus.

## Outros personagens
- Kalus Negativo - Aparece em "Double Down". Ele é o oposto lado bom do Capitão Kalus originado a partir de um universo paralelo. Sua armadura é branca em vez de cinza e ele tem cicatrizes de batalha. Ele carrega sua besta em seu braço esquerdo. Ao contrário de seu colega, ele defende a honra em uma relação muito maior e não vai matar um oponente desarmado. Ele luta como um solitário desde que as versões boas de Hatch, Krocomodo e Sever foram mortos pela versão má da Battle Force 5.
- Zen - Estreia em "The Chosen One". Um estudante da Ordem dos Punhos Voadores, ele vem em primeiro lugar para tentar trazer Zoom de volta para a Ordem, mas o deixa ficar após vê-lo dar um show em uma Zona de Batalha. Mais tarde, ele retorna no episódio "Mouth of the Dragon", uma vez que ele aprende sobre a fenda que liga a Terra ao Planeta Sentient Vermelho. Mais tarde, ele faz uma rápida aparição em "Unite and Strike".
- Rawkus - Estreia em "Stone Cold Warrior". Uma pedra gigantesca elemental sem nenhuma lealdade ao bem ou ao mal. Ele tem uma grande força, durabilidade e empunha uma foice que o permite controlar qualquer tipo de pedra. Ele também tem poder limitado de manipulação de tempo e espaço que ele usa apenas em extremas emergências. Ele é conhecido como o Equalizador Eterno, cuja missão é manter o equilíbrio do Multiverso, fazendo certo de que ninguém consiga dominá-lo completamente. Foi por causa dele que Sage foi salva de seu irmão e se tornou a última Sentient Azul até seu povo ser restaurado. Ele é alimentado por seu núcleo de poder de pedra, mas pode usar um chip Sentient em caso de emergência. Ele também se reuniu com o Mestre Takeyasu. Mais tarde, ele traz Vert e Zoom até a Zona da Sombra, a fim de reencontrar as mentes perdidas dos Sentients Azuis, e, eventualmente, restaurar o equilíbrio do Multiverso. Ele também desempenha um papel importante em "Blast from the Past", como ele era o árbitro dos jogos gladiadores de Sentients. Em "Unite and Strike", ele forneceu as coordenadas para as conchas dos Sentients Azuis e instigou os eventos que levaram a aliança doa Sentients Azuis e Vermelhos, mantendo assim o equilíbrio. No final do episódio, ele elogia a Battle Force 5 por restaurar o equilíbrio do Multiverso e fala sobre desafios ainda maiores para a Battle Force 5 e menciona a vinda doa Antigos.
- Battle Force 5 Negativo - Aparecem em "Double Down". Eles são versões más dos membros originais da Battle Force 5 vindos de um universo paralelo. Cada um tem seu símbolo Sentient pintado abaixo de seu olho esquerdo.
- Jack Wheeler - Estreia em "Legacy". O pai de Vert, que tinha encontrado acidentalmente o Multiverso através de um portal Stormshock. Impressionado com a tacnologia alienígena, ele construiu o hangar Spectra Motors, na esperança de encontrar um outro Stormshock e mais tecnologia. Mais tarde, ele foi capturado e escravizado por Tors-10, e seu hangar foi herdado por seu filho e se tornou o Hub. Após a destruição de Tors-10, ele viajou no Multiverso, onde ele finalmente se encontrou com seu filho e sua equipe. Eles voltam para destruir o Mobi Sentient Vermelho que Tors-10 estava construindo. Ele mais tarde descobriu que não poderia voltar à Terra, pois tinha um chip de rastreamento Sentient Vermelho dentro dele. Atualmente, ele ainda está viajando pelo Multiverso, lutando como um rebelde solitário, ainda que ele pode ser capaz de voltar à Terra após os eventos de "Unite and Strike".
- Dan Wheldon - Piloto da Indy. Ele faz uma aparição e ajuda o Battle Force 5 contra os Sarks. Após sua morte na vida real em um acidente da Indy, seu nome foi citado no filme como homenagem ao piloto.

## Os Karmordials
Os Karmordials foram a raça que criou os Sentients, mas, enquanto os Sentients evoluíam, os Karmordials permaneceram primitivos, e tentaram destruí-los, mas graças aos Guerreiros Penta, cinco seres com as melhores qualidades dos Sentients Azuis e Vermelhos, eles foram banidos para fora do Multiverso, criando o Primordiverso. Mas, alguns Karmordials se esconderam, hibernaram, aguardando a chamada de seu mestre para lutar novamente. Eles aparecem pela primeira vez em "Revolução Total".
- Kromulax - O líder dos Karmordials. Ele ordenou a um de seus servos que não foram banidos, a explodir uma bomba de matéria escura, que iria abrir o portal que separa o Multiverso do Primordiverso. Após uma breve conversa com Zemerik, ele descobriu que a Zona Sombria ligava o Primordiverso diretamente à cidade natal Sentient, e entrou na Zona Sombria, pois sabia que o Exército Sentient estava esperando atrás do Portal. Ele e o resto dos Karmordials foram selados na Zona Sombria para sempre.
- Bruterax - O principal soldado de Kromulax. Ele danificou Zemerik seriamente após uma ordem de Kromulax, mas, junto com ele e o resto dos Karmordials acabaram selados na Zona Sombria para sempre.
- Soldados Karmordials - São o exército de Kromulax. Quase todos eles foram banidos para o Primordiverso, mas alguns escaparam de serem exilados, como Zorax e alguns outros. Um deles explodiu uma bomba de matéria escura, programada para abrir o portal que separa o Multiverso do Primordiverso. Alguns foram destruídos por Helixion e outros acabaram na Zona Sombria junto com seus companheiros.